# HD206742
HD206742 — хімічно пекулярна зоря спектрального класу A0, що має видиму зоряну величину в смузі V приблизно  4,3.
Вона  розташована на відстані близько 204,7 світлових років від Сонця.

## Пекулярний хімічний склад
Зоряна атмосфера HD206742 має підвищений вміст 
Si
.

## Магнітне поле
Спектр даної зорі вказує на наявність магнітного поля у її зоряній атмосфері.
Напруженість повздовжної компоненти поля оціненої з аналізу
крил ліній Бальмера
становить  203,2± 145,2 Гаус.